# Ceratispa metallica
Ceratispa metallica es un coleóptero de la familia Chrysomelidae.
Fue descrita científicamente en 1885 por Gestro.